# Лонги, Пьетро
Пье́тро Ло́нги (итал. Pietro Longhi; настоящее имя Пьетро Фалька [Pietro Falca]; 5 ноября 1702, Венеция — 8 мая 1785, там же) — итальянский живописец и гравёр в технике офорта, представитель венецианской школы эпохи рококо. Его сын — Алессандро Лонги (1733—1813]]) — живописец-портретист и мастер офорта.

## Биография
Пьетро родился в Венеции, в приходе Санта-Маргерита, в семье серебряных дел мастера Пьеро Фальки. В метрической книге он записан как Пьетро Фалька, а происхождение фамилии Лонги неизвестно, она появляется только в документах, касающихся его художественной деятельности. Как свидетельствовал его сын Алессандро, начальное обучение он получил в мастерской Антонио Балестры, а затем, по рекомендации последнего, провёл некоторое время в Болонье в качестве ученика Джузеппе Марии Креспи.
27 сентября 1732 года он женился на Катерине Марии Рицци в венецианской церкви Сан-Панталон, а 12 июня 1733 года у него родился первенец Алессандро, за которым последовало ещё десять детей, из которых, однако, только Маддалена Анна, родившаяся в 1738 году, и Антония Лючия, родившаяся в 1741 году, достигли совершеннолетия. В этом году историограф венецианской школы Антонио Мария Дзанетти упоминает алтарную картину Лонги «Поклонение волхвов» в венецианской церкви Санта-Мария-Матер-Домини, откуда она исчезла в начале XIX века, и была признана Мартини только в 1964 году, с некоторой неопределённостью в атрибуции, в венецианской Скуоле Сан-Джованни-Эванджелиста.
В 1734 году он завершил фресковые росписи на стенах и потолке лестницы Ка-Сагредо в Санта-Софии, изображающие «Падение гигантов», в которых были обнаружены болонские влияния, что привело к гипотезе о поездке художника в Болонью около 1733 года. В 1737 году Лонги вступил в «Братство венецианских живописцев» (Fraglia dei pittori veneziani) и оставался его членом до 1773 года, а с 1740 года поселился у Леонардо Эмо в приходе Сан-Панталон, в здании, где и прожил всю оставшуюся жизнь.
31 декабря 1756 года Пьетро Лонги был принят в венецианскую Академию изящных искусств, которой руководил Тьеполо, и представил в качестве квалификационной работы картину «Пифагор-философ», которая ныне хранится в Галерее Академии, и преподавал в Академии до 1780 года. В 1766 году он стал её почётным членом.
В 1763 году Лонги руководил Академией рисования и резьбы (l’Accademia di disegno e intaglio), основанной семьёй Пизани, которая была закрыта в 1766 году. Всё более значимой становилась его деятельность портретиста, в которой принимал участие и его сын Алессандро. В 1779 году Пьетро Лонги принял участие в выборах Антонио Кановы в венецианскую Академию; 8 мая 1785 года после десятидневной болезни он умер от болей в груди.

## Творчество
Пьетро Лонги завершил своё обучение как художник исторического и религиозного жанров, прежде чем посвятить себя сценам повседневной жизни. Главными героями его картин становятся венецианские жители, в основном торговцы и буржуа, а также врачи, актёры, просто уличные зеваки, прачки, домашние учителя. Лонги иронично воспроизводит моду и привычки своих современников.
В изучении творчества Лонги следует учитывать постоянные отсылки к миру театра, а также можно проследить параллельную эволюцию между творчеством художника и драматурга Гольдони. Последний, преодолев каноны комедии дель арте, создал новый тип театра, вдохновлённого реальной жизнью. Точно так же художник, изображавший в основном представителей высшего и среднего класса, демонстрировал в своих картинах внимательное наблюдение окружающей жизни и хронику общественных обычаев целой эпохи. Поэтому художника иногда называли венецианским Хогартом. Таковы картины Лонги: «Носорог в Венеции», «Обморок»; «Урок географии», «Портной» и другие.
Считается, что Пьетро Лонги был знаком с работами фламандских и английских художников, таких как Уильям Хогарт, и даже французских живописцев, таких как Антуан Ватто, благодаря гравюрам, привезённым французским живописцем и гравёром Жозефом Филпартом, с 1737 по 1750 год работавшим в Венеции. Примеры творчества Розальбы Каррьеры, мастера рисунка пастелью, хорошо знавшей французскую живопись, и его друга Якопо Амигони также привели Лонги к более тонкому нанесению тонов и сдержанному использованию цветных теней лёгкими мазками кисти, которые создают на холсте подобие воздушного мерцания.
Лонги много работал в качестве гравёра. Картины и гравюры Лонги были необычайно популярны, его манере подражали, с его живописных работ делали гравюры, широко расходившиеся среди горожан и коллекционеров.

## Галерея

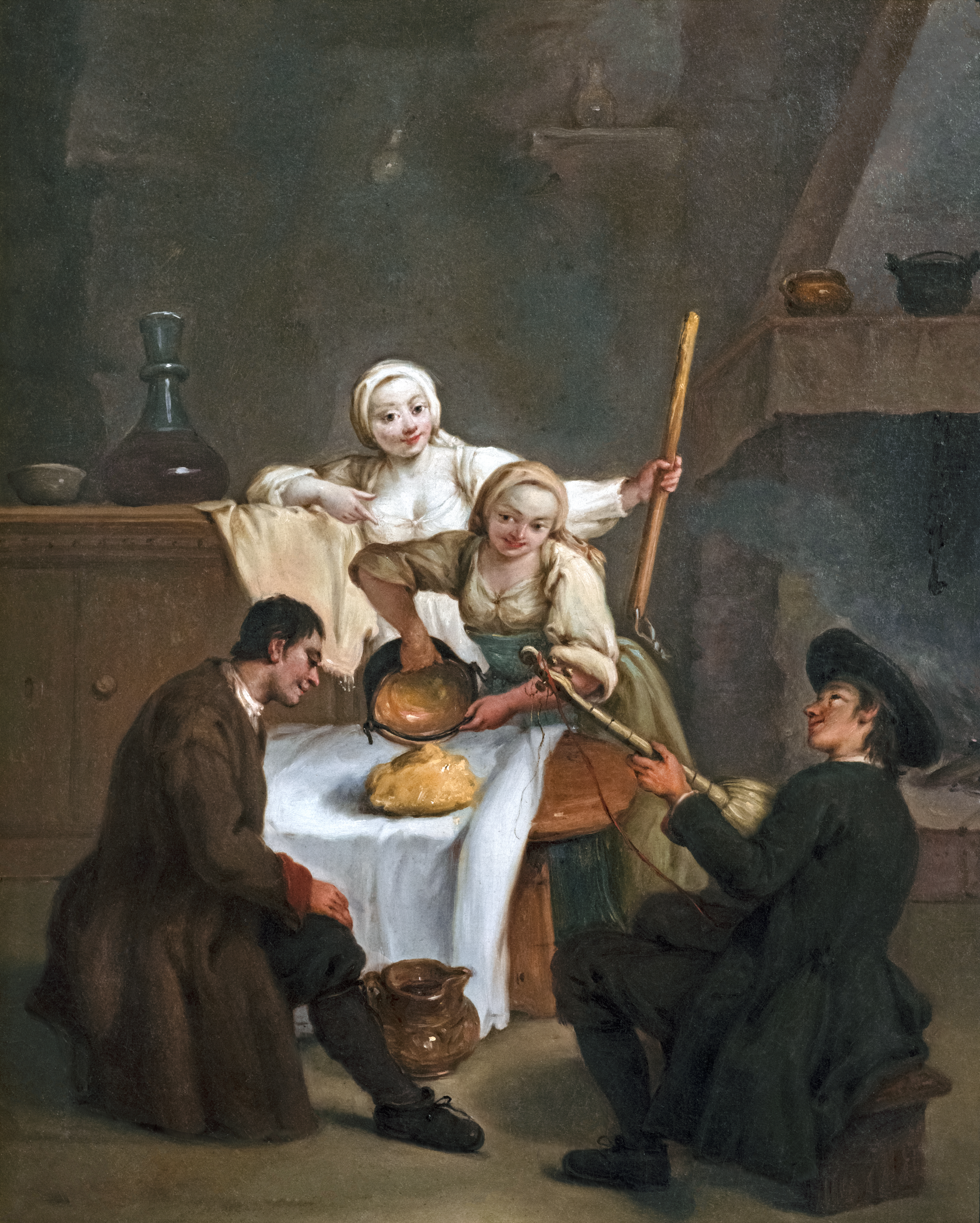
Полента. 1740. Холст, масло. Музей венецианского сеттеченто, Ка-Реццонико, Венеция
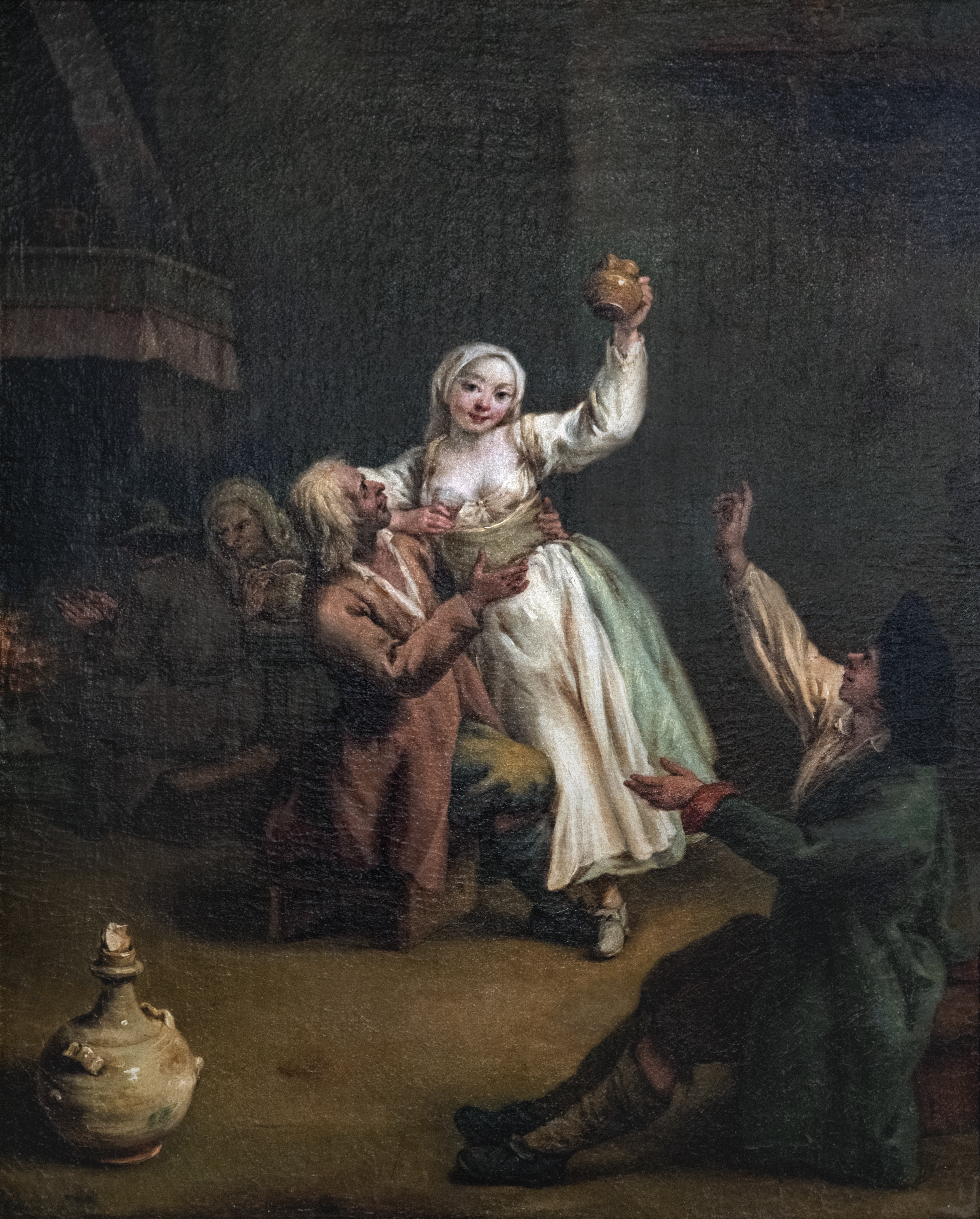
Счастливая пара. 1740. Холст, масло. Музей венецианского сеттеченто, Ка-Реццонико, Венеция
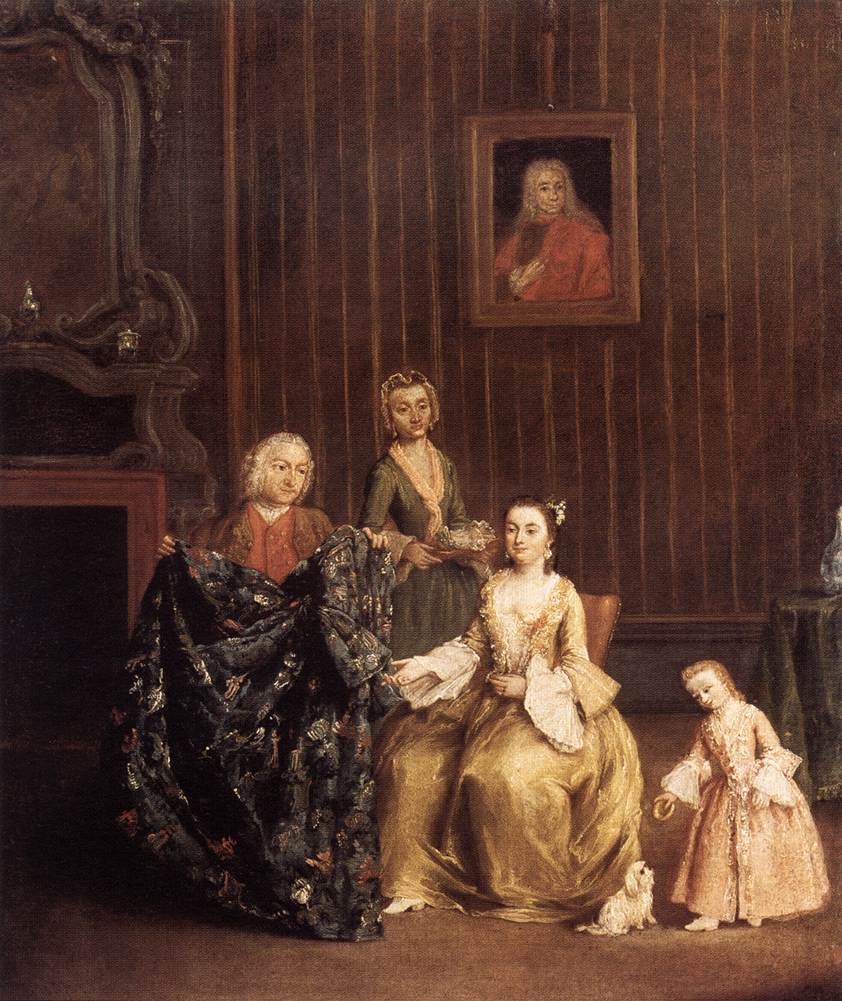
Портной. 1741. Холст, масло. Галерея Академии, Венеция
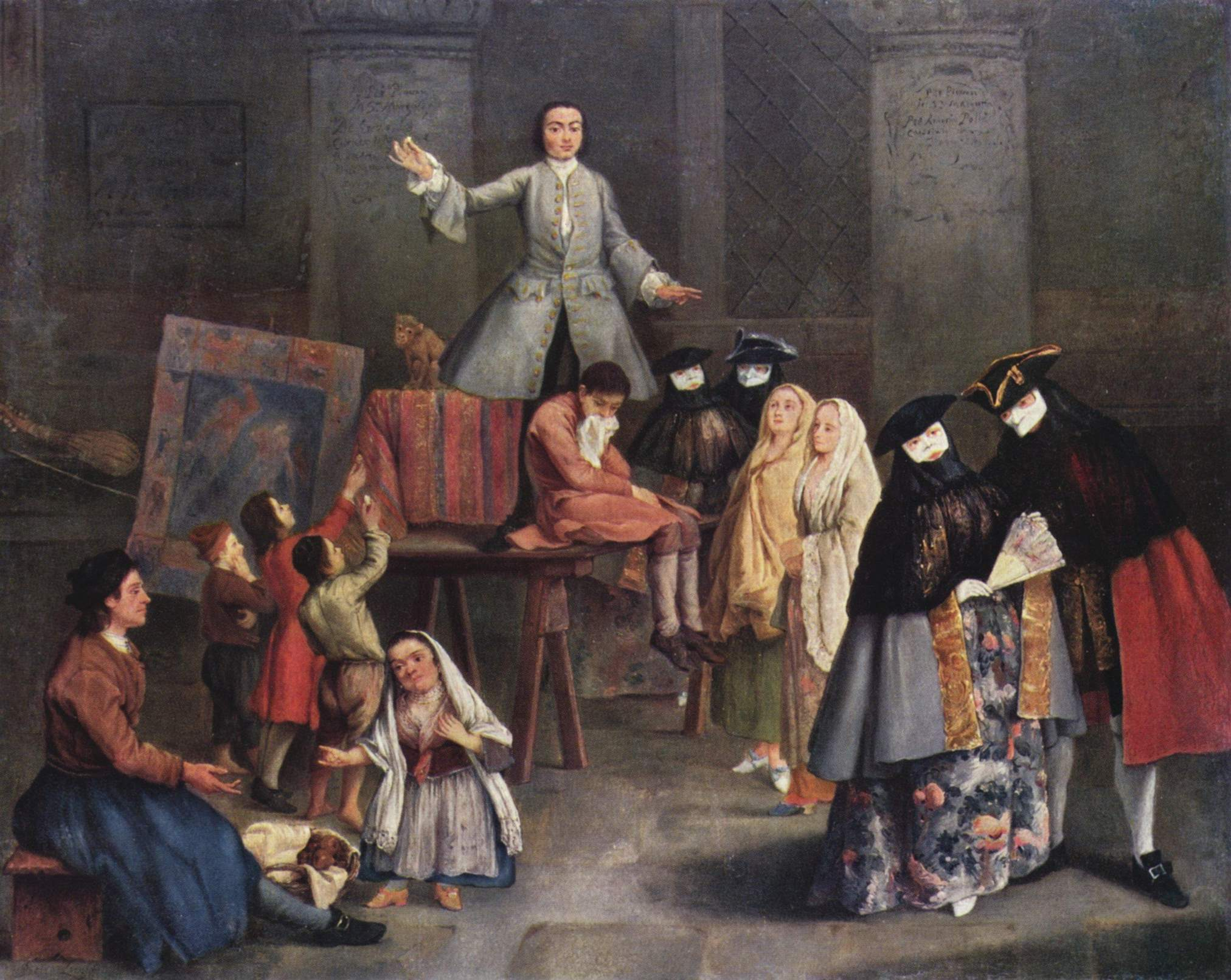
Зубодёр. Ок. 1750. Холст, масло. Пинакотека Брера, Милан
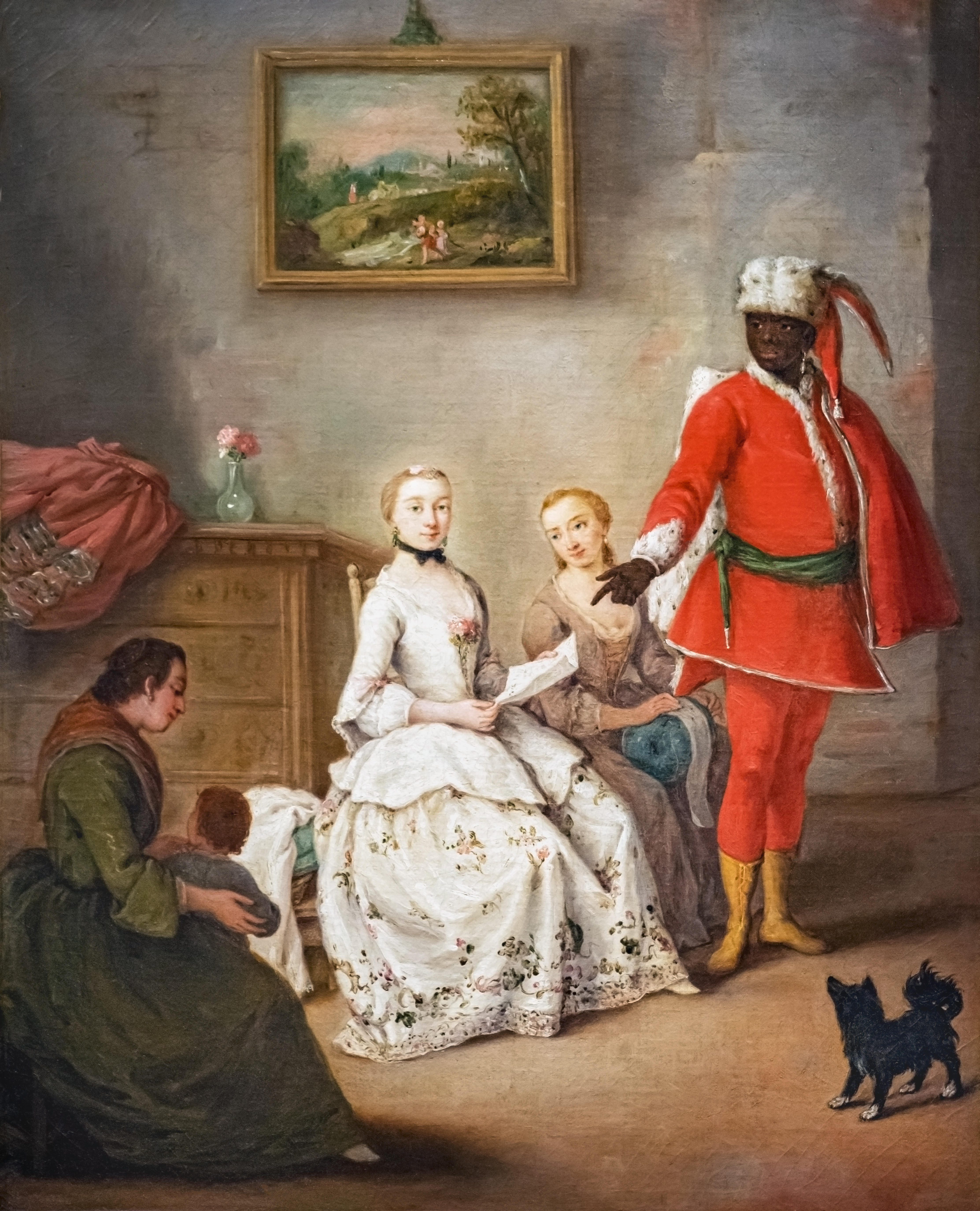
Посыльный-мавр. 1751. Холст, масло. Музей венецианского сеттеченто, Ка-Реццонико, Венеция
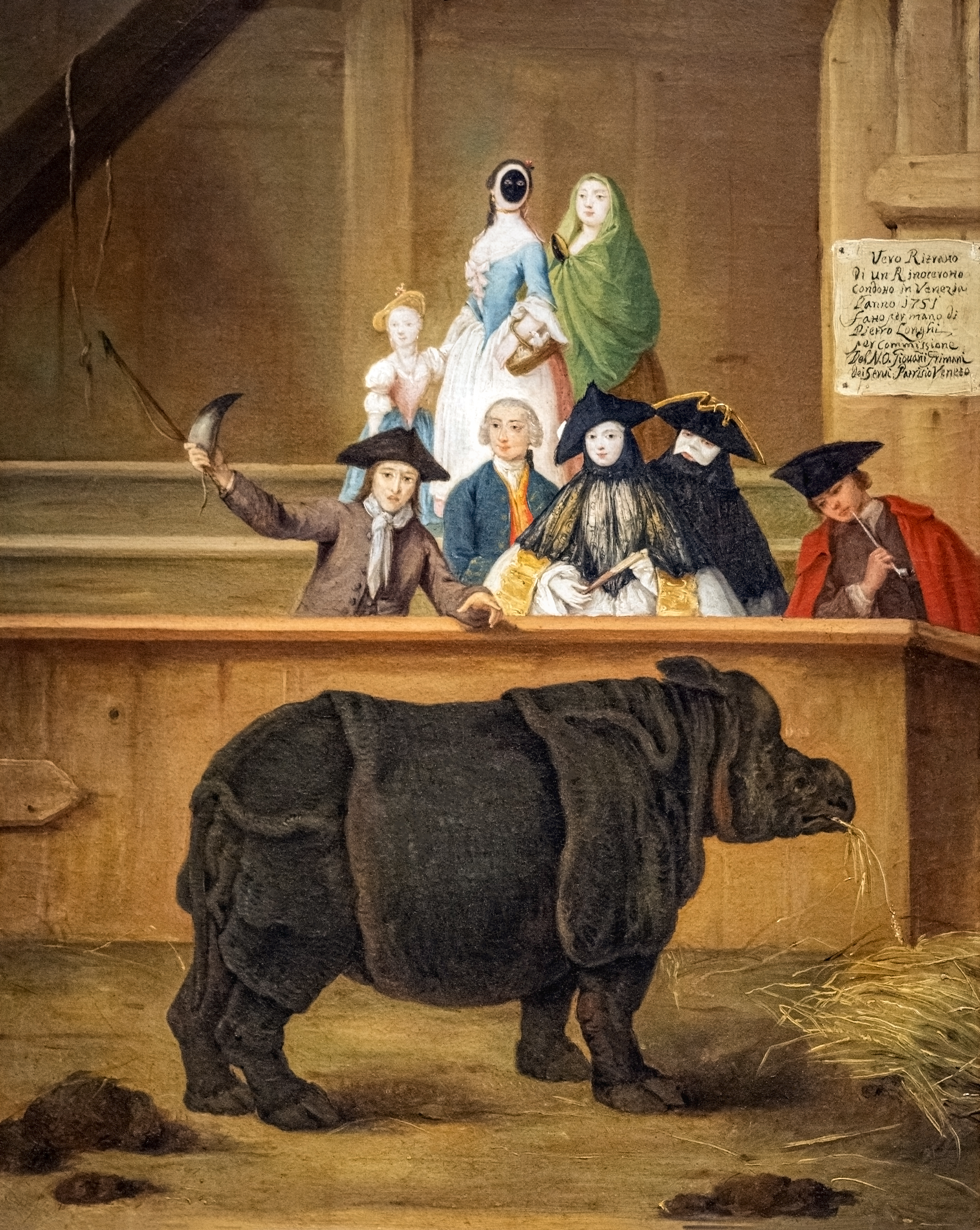
Носорог. 1751. Холст, масло. Музей венецианского сеттеченто, Ка-Реццонико, Венеция
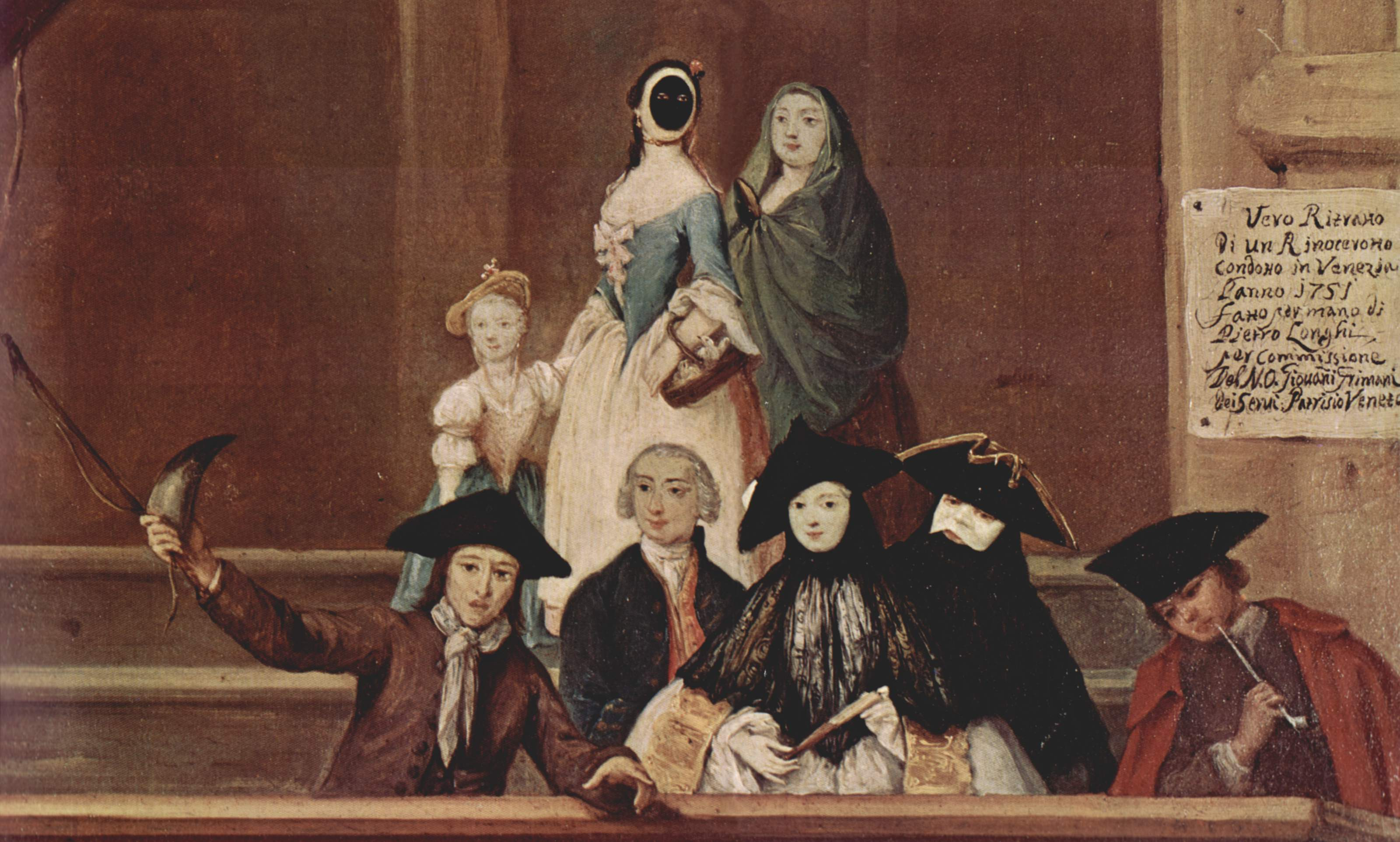
Носорог. Деталь картины
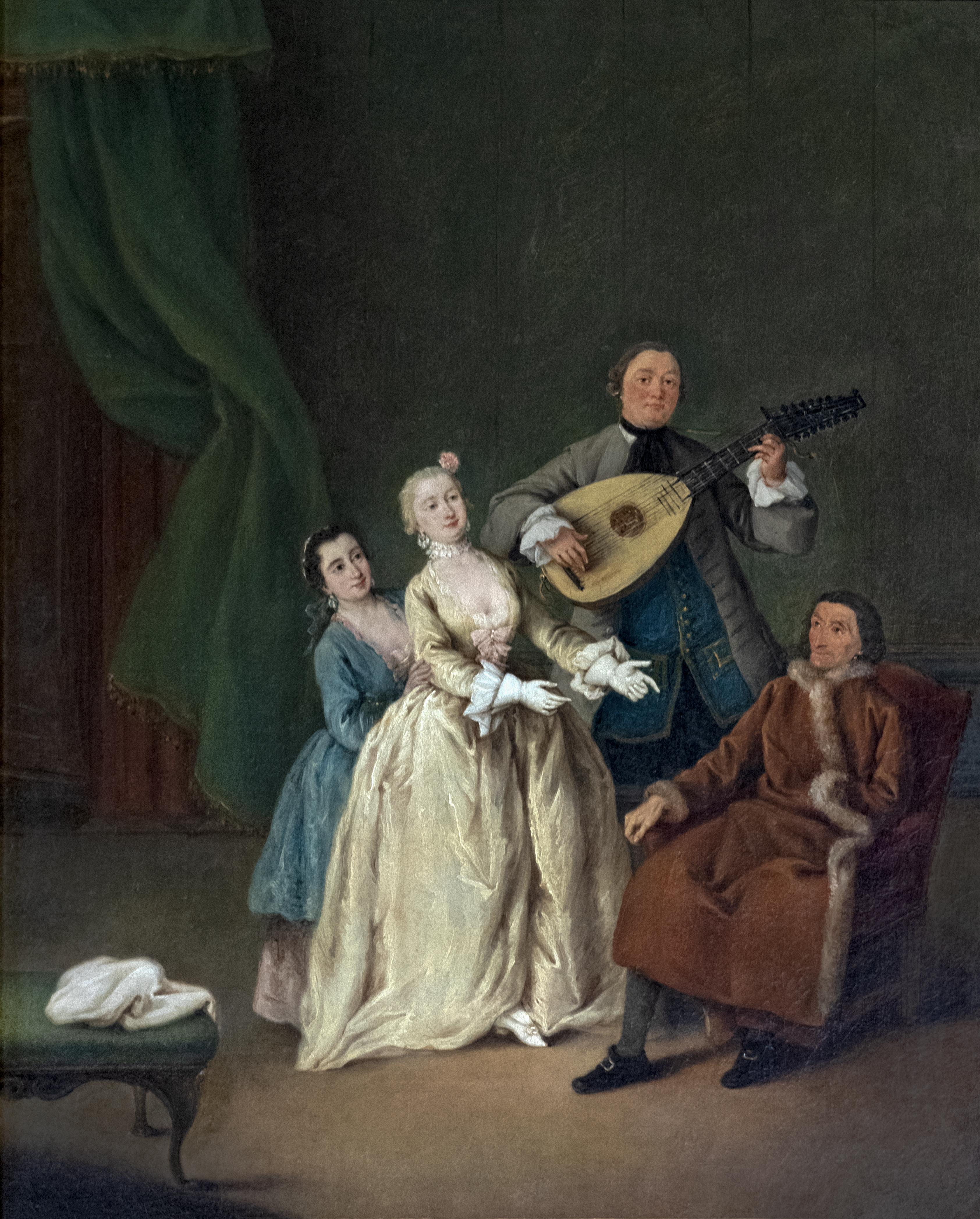
Домашний концерт. 1752. Холст, масло. Музей венецианского сеттеченто, Ка-Реццонико, Венеция
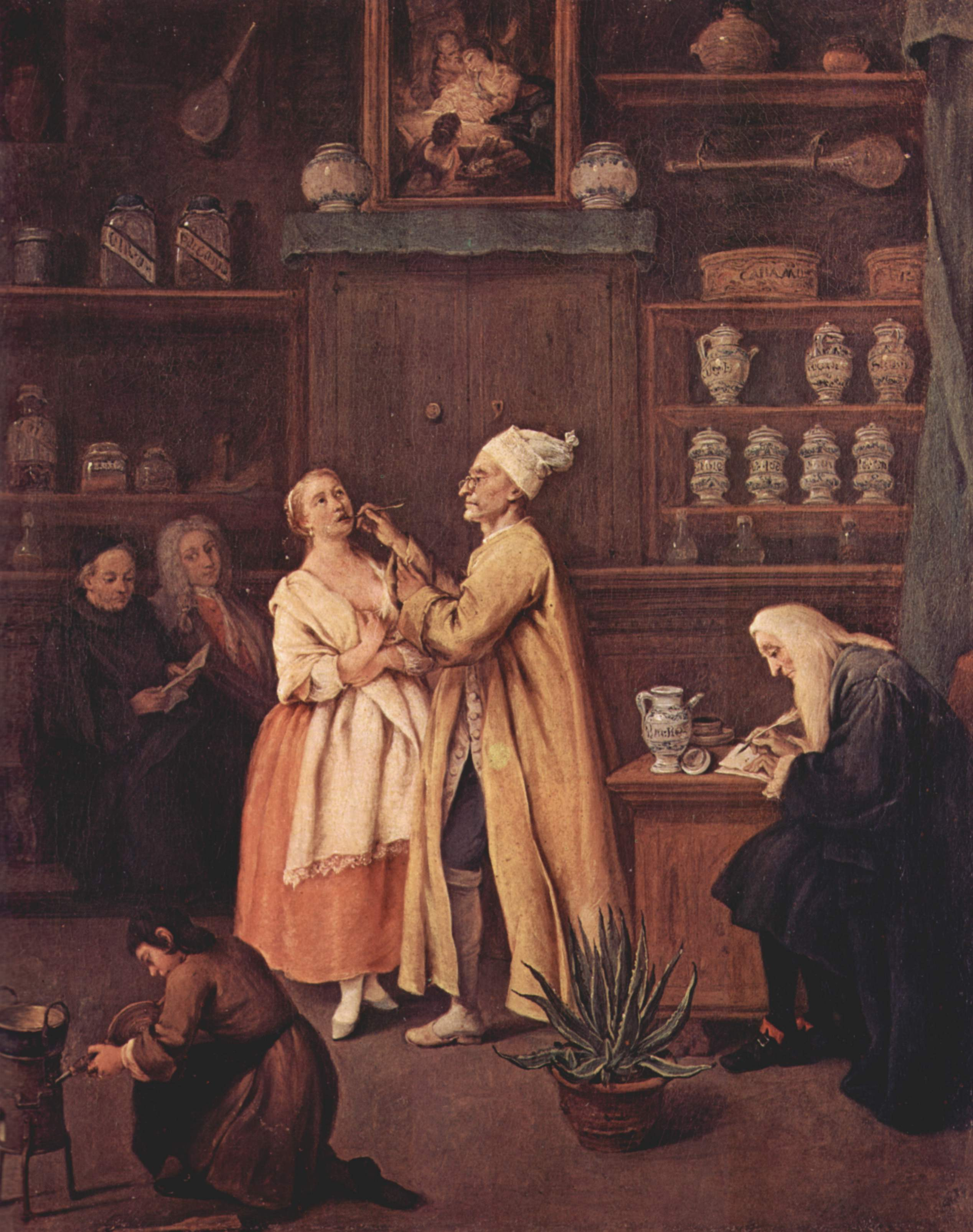
Аптекарь. Ок. 1752. Холст, масло. Музей венецианского сеттеченто, Ка-Реццонико, Венеция
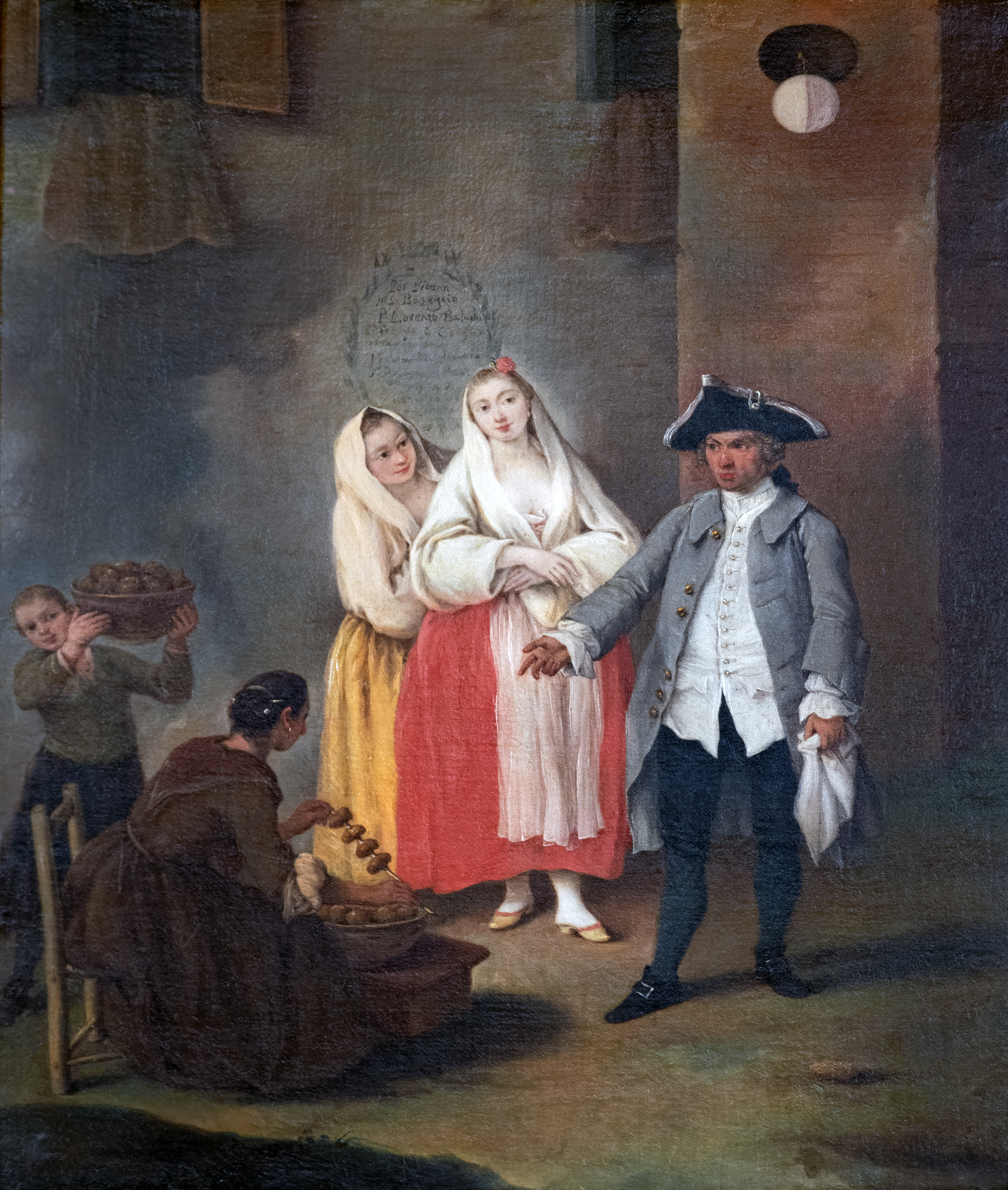
Торговка пончиками-фритоле. 1755. Холст, масло. Музей венецианского сеттеченто, Ка-Реццонико, Венеция
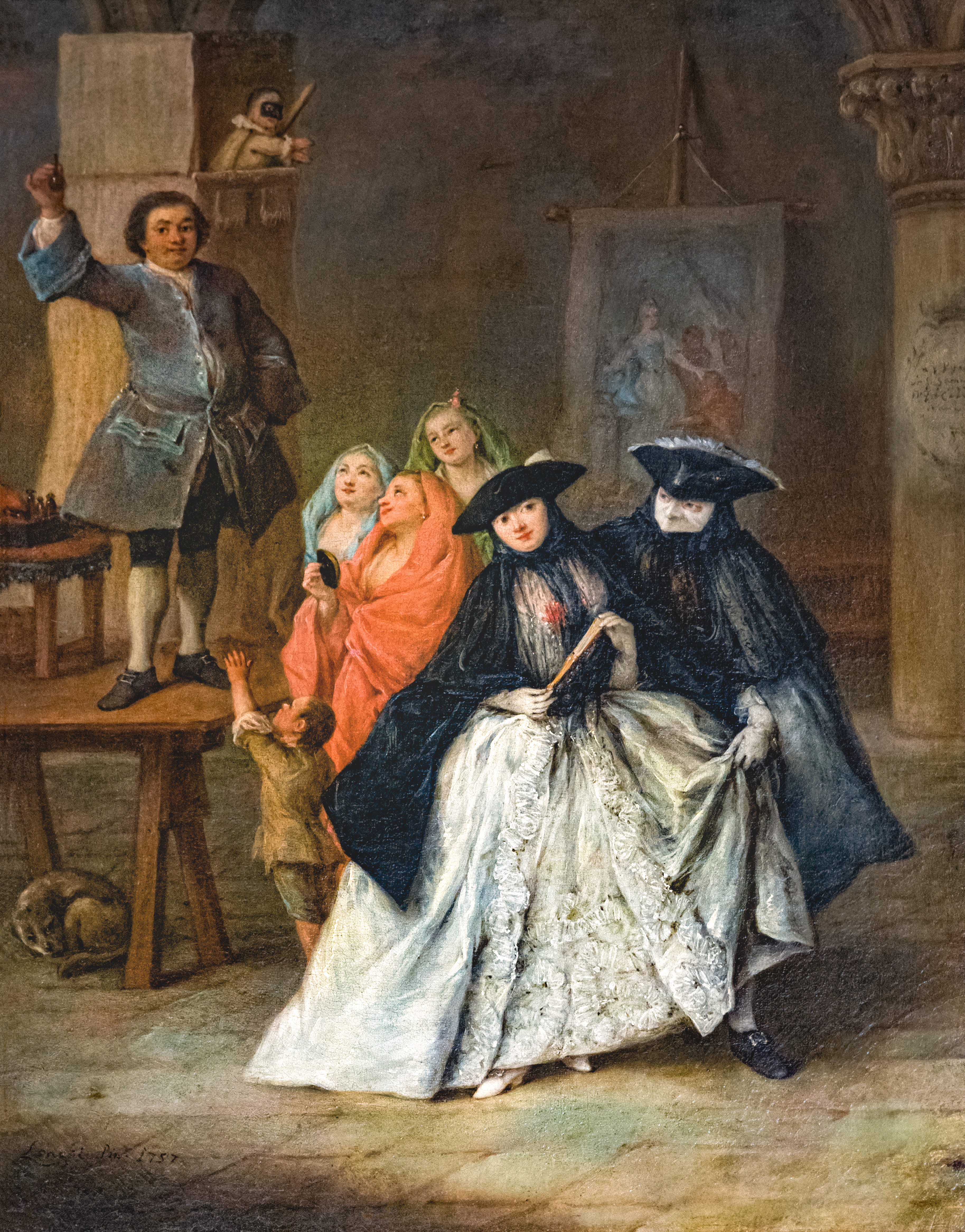
Шарлатан. 1757. Холст, масло. Музей венецианского сеттеченто, Ка-Реццонико, Венеция
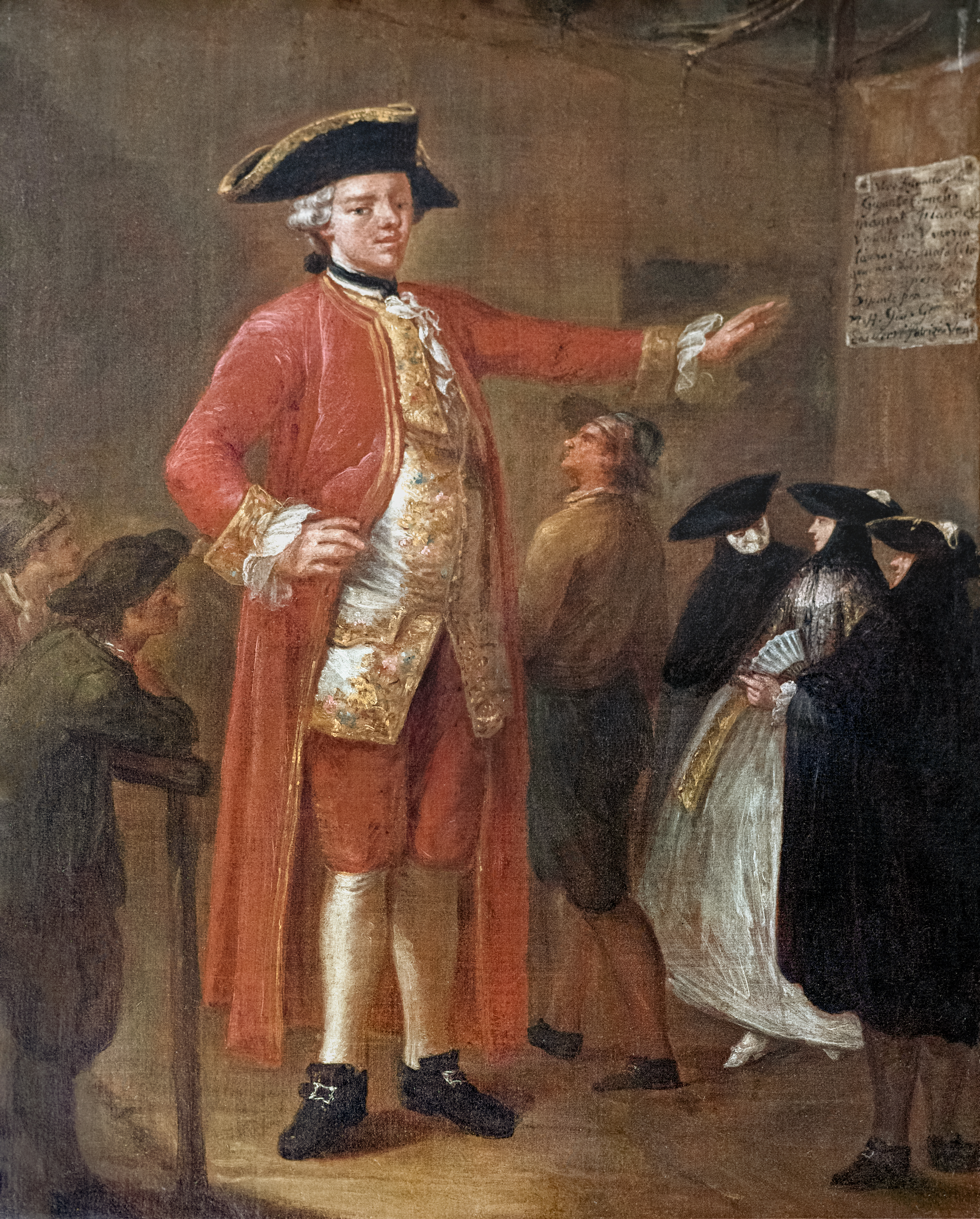
Гигант-ирландец Корнелиус Маграт. 1760. Холст, масло. Музей венецианского сеттеченто, Ка-Реццонико, Венеция
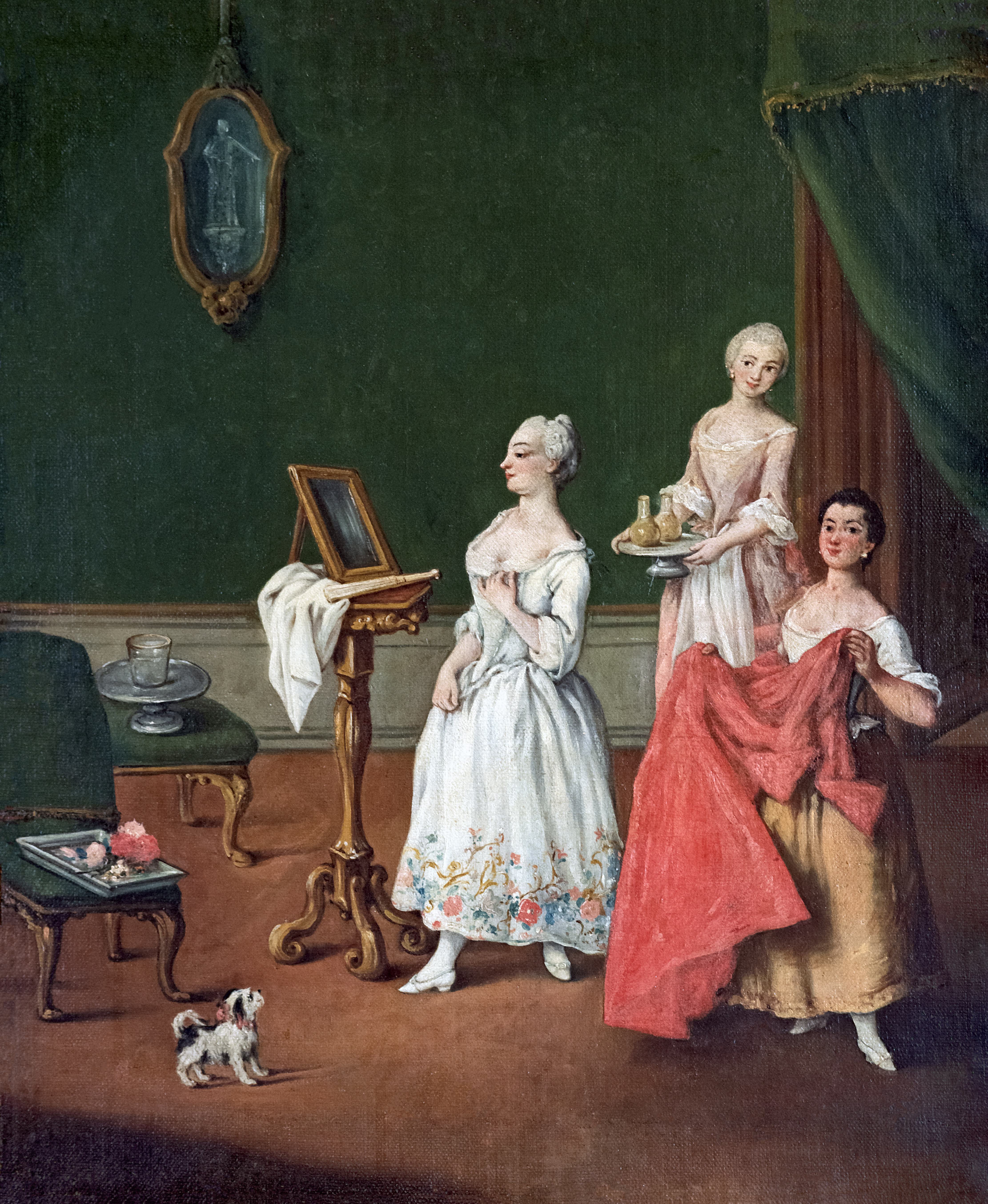
Дама за туалетом. 1760. Холст, масло. Музей венецианского сеттеченто, Ка-Реццонико, Венеция